# Nogales de Pisuerga
Nogales de Pisuerga ist ein spanischer Ort in der Provinz Palencia der Autonomen Gemeinschaft Kastilien und León. Nogales de Pisuerga gehört zur Gemeinde Alar del Rey. Der Ort befindet sich 2,5 Kilometer nördlich vom Hauptort der Gemeinde und 15 Kilometer südlich von Aguilar de Campoo entfernt. 

## Sehenswürdigkeiten
- Pfarrkirche San Juan Bautista, erbaut ab dem 12. Jahrhundert
- Casona solariega (Adelspalast)